# Directiva Europea sobre Diseño Ecológico
La Directiva de Ecodiseño (Directiva 2009/125/EC)
de la Unión Europea establece un marco para establecer requisitos ecológicos obligatorios para productos relacionados con la energía vendidos en los 27 Estados miembros. Actualmente, su ámbito abarca más de 40 grupos de productos (como calderas, iluminación eléctrica, TVs y frigoríficos), que son responsables de alrededor del 40% de todas las emisiones de Gases de efecto invernadero de la UE.
La revisión en el 2009 de la Directiva extendió su alcance a productos relacionados con la energía como ventanas, materiales de aislamiento y algunos productos que usan agua.
El objetivo final de la Directiva de Ecodiseño es que los fabricantes de productos que consumen energía se vean obligados, en la fase de diseño, a reducir el consumo de energía y otros impactos medioambientales negativos de los productos. Si bien el objetivo principal de la Directiva es reducir el consumo de energía, también tiene por objeto hacer cumplir otras consideraciones medioambientales, entre ellas: el uso de materiales; uso de agua; Emisiones contaminantes; problemas de residuos y reciclabilidad.
La Directiva de Ecodiseño es una directiva marco, por lo que no establece directamente requisitos mínimos ecológicos.Estos son adoptados a través de medidas concretas implementadas para cada grupo de productos que la Directiva comprende. Las medidas de aplicación se adoptan mediante el denominado procedimiento de comitología. Implementando medidas que están basadas en reglas de gobierno para los mercados internos de la UE qué determinan los productos pueden estar en el mercado. Los fabricantes que comiencen a comercializar un producto que utilice energía que esté cubierto por una medida de aplicación en la zona de la UE deben garantizar que se ajusta a las normas energéticas y medioambientales establecidas por la medida.
En la práctica, la introducción de un nuevo requisito mínimo resulta en la prohibición efectiva de la venta de todos los productos no conformes de los 28 Estados miembros. Este fue, por ejemplo, el caso de las lámparas incandescentes, Para lo cual se inició una fase gradual de eliminación en la UE en 2009 con arreglo a la presente Directiva.
Sólo esta medida - que recibió algunas críticas en algunas partes de los medios de comunicación pero fue bien recibida por los ambientalistas -se espera que reduzca las emisiones anuales de CO2 en 16 millones de toneladas en 2020.

## Alcance de la Directiva
La Directiva de Ecodiseño de 2005 abarcaba los productos que consumen energía, que utilizan, generan, transfieren o miden energía, incluidos los bienes de consumo como calderas, calentadores de agua, ordenadores, televisiones, y productos industriales como transformadores. Las medidas de aplicación se centran en aquellos productos que tienen un elevado potencial para reducir las emisiones de gases de efecto invernadero a bajo coste, a través de la reducción de la demanda de energía.
El 21 de octubre de 2008 se adoptó el primer Plan de trabajo de la Directiva sobre diseño ecológico.
Establece una lista de 10 grupos de productos que se considerarán prioritarios para las medidas de aplicación en 2009-2011:
- Aire acondicionado y sistemas de ventilación, incluyendo bombas del sistema de aire acondicionado.
- Equipos de calefacción eléctricos y de combustibles fósiles
- Equipo de preparación de alimentos
- Hornos  industriales y de laboratorio
- Herramientas de máquina
- Equipos de red, de procesamiento de datos y de almacenamiento de datos
- Equipo de refrigeración y congelación
- Equipo de sonido e imagen
- Transformadores
- Equipo para el uso del agua

Ya se han adoptado nueve medidas de aplicación para un ahorro de energía total de 341 TWh, o el 12% del consumo de electricidad de la UE.

Varios estudios preparatorios de la DG de Energía están terminados o en curso.
La Comisión Europea presentará una propuesta de Economía circular a finales de 2015. Es probable que el Diseño Ecológico se discuta en este marco.